# Georges Berthet
Georges Camille Berthet (* 18. September 1903 in Les Rousses; † 14. August 1979 in Morez) war ein französischer Ruderer und Skisportler.

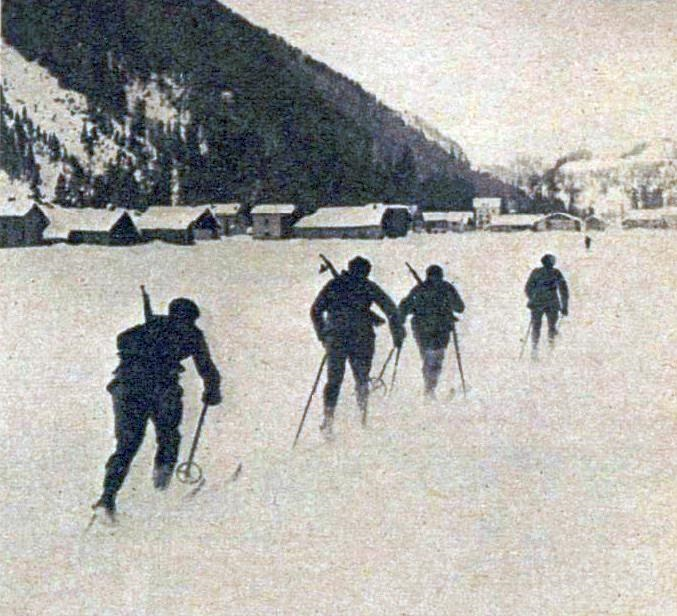
Die französische Militärpatrouille 1924 in Chamonix

Bei den Olympischen Winterspielen 1924 war er als Soldat Mitglied der französischen Mannschaft beim Militärpatrouillenlauf, die in dieser Disziplin die Bronzemedaille gewann. Der Militärpatrouillenlauf wurde nachträglich im Jahr 1926 zum Demonstrationsbewerb erklärt. Bei den Olympischen Sommerspielen 1928 in Amsterdam nahm er beim Achter-Bewerb im Rudern teil.